# Maksim Vysotskiy
Maksim Vysotskiy (tiếng Belarus: Максім Высоцкі; tiếng Nga: Максим Высоцкий; sinh 29 tháng 1 năm 1995) là một cầu thủ bóng đá Belarus. Tính đến năm 2018, anh thi đấu cho Dnepr Mogilev.